# 뇌하수체 줄기
뇌하수체 줄기(pituitary stalk) 또는 깔때기 줄기(infundibular stalk)는 시상 하부에서 뇌하수체로 내려가는 신경 섬유로 이루어진 다발의 줄기를 가리킨다. 누두경(漏斗莖, infundibulum, 깔때기, 누두, 깔때기 부분, 누두부)이라고 부르는 경우도 있다.

## 뇌하수체
사이뇌에서 뇌하수체 줄기는 깔때기 형태를 가지며 시상하부와 뇌하수체 후엽 사이의 연결체이다.
뇌하수체 줄기는 그 형태 때문에 밑줄기(pituitary stalk) 또는 펜더슨 깔때기(Fenderson's funnel)라고도 언급되며 이는 세번째 뇌실의 바닥이 깔때기 모양의 홈(밑바닥 홈)으로 아래쪽으로 연장되어 뇌하수체의 정점으로 부착되어 이어지는 뇌하수체 줄기로 연결되는 시상 하부와 뇌하수체 후엽 사이의 연결이 되기 때문이다.

## 같이 보기
- 시신경교차
- 망상체

## 참조
- (KMLE) 누두경 등
- (우리말샘) 누두경 등